# Cordia mukuensis
Cordia mukuensis är en strävbladig växtart som beskrevs av Taton. Cordia mukuensis ingår i släktet Cordia, och familjen strävbladiga växter. Inga underarter finns listade i Catalogue of Life.